# Västgötaleden
Västgötaleden är en cykelled utmarkerad av Svenska Cykelsällskapet. Leden består av flera olika sträckor som binder ihop städerna i Västergötland. Totalt är det en sträcka om ca 1100 km. Genom landskapet går även Sverigeleden. Dessa två leder kompletterar varandra då Sverigeleden inte går genom några städer på sin väg till Göteborg vilket Västgötaleden gör.